# Jens Haaning

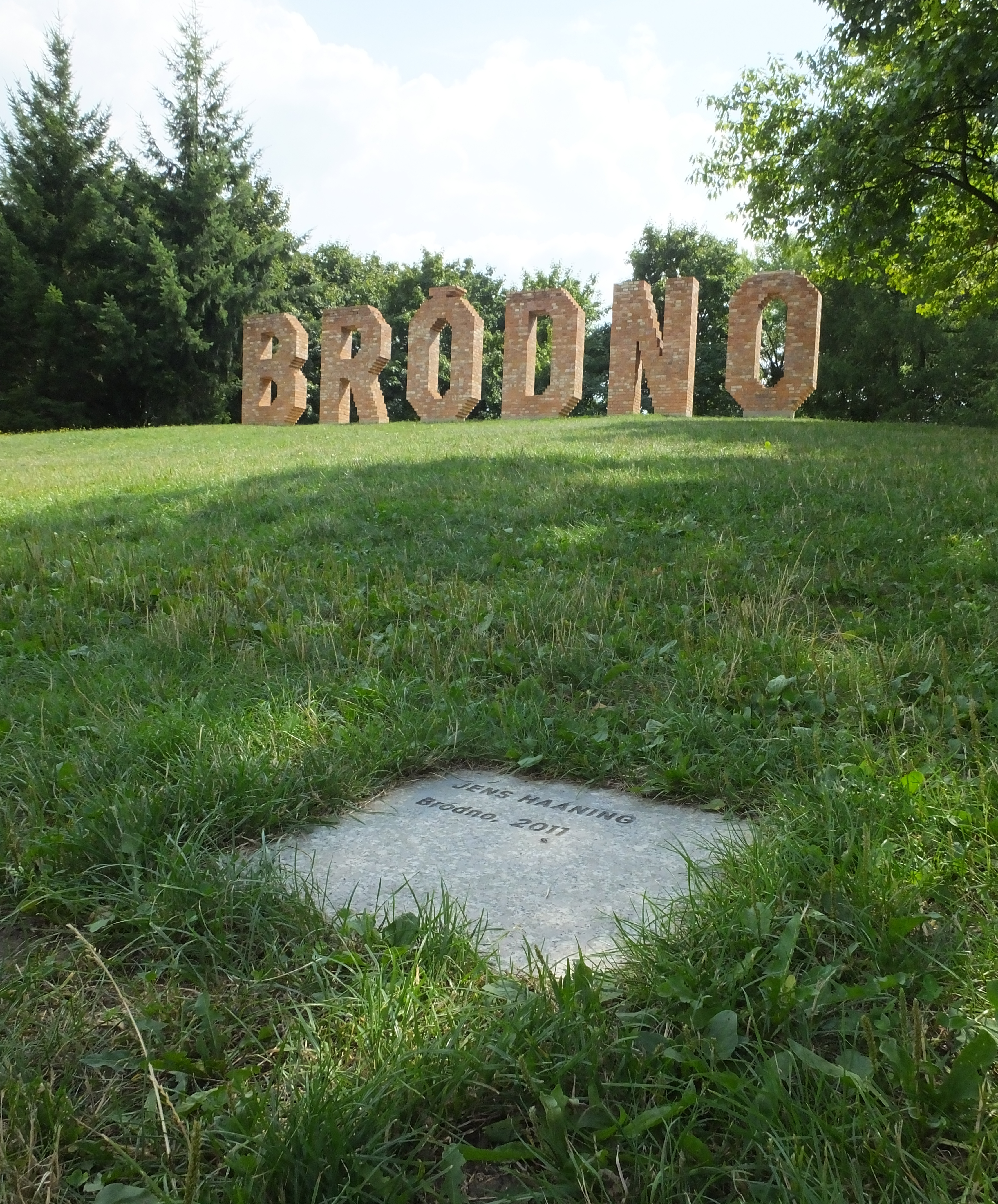
Bródno Skulpturenpark, Warschau, Jens Haanig

Jens Haaning (* 13. Juni 1965 in Hørsholm) ist ein dänischer Konzeptkünstler.

## Leben und Werk
Haaning studierte an der Königlich Dänischen Kunstakademie in Kopenhagen und an der Akademie der Bildenden Künste München.
Für die Soundinstallation Turkish Jokes, 1994 installierte Jens Haaning in einem Osloer Stadtviertel mit hohem türkischen Bevölkerungsanteil einen Lautsprecher, über den Witze auf Türkisch übertragen wurden.
Für Middelburg Summer 1996 verlegte Haaning während der Dauer der Ausstellung die komplette Produktion einer nahe gelegenen Textilfabrik, inklusive Kantine und Büros in die Kunsthalle SBKM De Vleeshal der Stadt Middelburg. Zwölf Arbeiter türkischer, kroatischer und iranischer Herkunft produzierten während der Öffnungszeiten der Kunsthalle Maras Confectie.
„In einigen Fällen machte sich Haaning die unterschiedlichen Steuersätze für Kunstobjekte und Konsumgüter zunutze, indem er Reisen und Flugtickets (Travel Agency, 1997) oder Lebensmittel (Trade Bartering, 1996; Super Discount, 1998) als Kunstwerke deklarierte und so mit Rabatt verkaufen konnte. Haanings (Projekt Office for the Exchange of Citizenship, 1998) liegt eine ähnliche Lücke in der internationalen Gesetzgebung zugrunde, da der freiwillige Tausch von Staatsbürgerschaften, den Haanings Büro zu vermitteln versucht, von keinem Land ausdrücklich untersagt ist.“
„Haaning hat seit den 1990er Jahren eine Reihe konzeptueller Kunstwerke geschaffen, die zusammengenommen eine akute Reflexion einer komplexen und sich verändernden Gesellschaft im Westen darstellen.“
„Grenzen, die es zu überschreiten oder zu setzen gilt, Unterschiede, Ein- und Ausschlüsse sind ein zentrales Thema in den Arbeiten von Jens Haaning. Denn Grenzen – territoriale, nationale, sprachliche, soziale, ökonomische, kulturelle, rechtliche – regulieren das Zusammenleben unterschiedlicher Menschen und Interessensgruppen. Der dänische Künstler wurde mit institutionskritischen Arbeiten in den 1990er-Jahren bekannt. Seine Projekte fragen nach dem Politischen in der Kunst, wenn sie die Schnittstelle zwischen gesellschaftlicher Realität und kunstinstitutionellem Kontext auf ebenso verblüffende wie hintergründige Weise ausloten. Haaning beschäftigt dabei vornehmlich die Frage, wie sich eine Gesellschaft konstituiert und wie Macht darin ausgedrückt und kommuniziert wird. Wer wird in welcher Form repräsentiert, wer hat überhaupt eine Stimme?“
Im September 2021 übergab Haaning dem von Alvar Aalto erbauten Kunsten Museum of Modern Art Aalborg ein Werk in Gestalt von zwei weißen Gemälden mit dem Titel Take the money and run anstatt der beauftragten Banknoten-Darstellung von 534.000 Kronen, was dem Durchschnittseinkommen in Dänemark und Österreich entspricht. Das Museum soll für die künstlerische Erstellung der Arbeiten nur 10.000 Kronen, umgerechnet 1.345 Euro plus Ausstellungsprämie bezahlt haben. Das Werk hat nach Ansicht des Museumsdirektors Lasse Andersson „viele interessante Schichten“ und ist ein „Kommentar dazu, wie wir alle arbeiten“: “Does the money seem mind-boggling when the full wage is experienced as a physical format, or not, at all? Side by side, the bills are carefully mounted and shown as a classic work framed in glass. Cool cash and a cool aesthetic. Jens Haaning’s work is socio-critical, based on ideas, tackling topics such as capitalism, globalisation, democracy, racism, and structural inequality.”
Nach Ansicht des Künstlers handelt es sich „um einen Vertragsbruch, und der Vertragsbruch ist Teil des Werkes.“ Das Museum hatte ihm 550.000 Kronen (ca. 74.000 €) auf sein Konto überwiesen, damit er zwei seiner alten Werke mit Banknoten reproduziere. Wo das Geld nun ist, wolle er nicht sagen. Die künstlerische Aktion richtet sich gegen die miserablen Arbeitsbedingungen von Künstlern. 2023 sprach das Gericht in Kopenhagen nach einem langen Rechtsstreit das Urteil aus, dass Haaning exakt 492.549 Kronen (ca. 66.000 €) zurückzuzahlen habe.